# یواس‌اس انکاس (۱۸۴۳)
یواس‌اس انکاس (۱۸۴۳) (به انگلیسی: USS Uncas (1843)) یک کشتی بود که طول آن ۱۱۸ فوت ۶ اینچ (۳۶٫۱۲ متر) بود. این کشتی در سال ۱۸۴۳ ساخته شد.